# NGC 6253
NGC 6253 (другие обозначения — OCL 972, ESO 180-SC2) — рассеянное скопление в созвездии Жертвенник.
Этот объект входит в число перечисленных в оригинальной редакции «Нового общего каталога».